# Bella Center (stacja metra)
Bella Center – stacja metra w Kopenhadze, na linii M1. Zlokalizowana jest pomiędzy stacjami Sundby oraz Ørestad. Została otwarta 19 października 2002. Położona jest w 3 strefie biletowej i nazwana na cześć Bella Center, centrum kongresowego znajdującego się na zachód od tej stacji.